# Roberto Caparelli
Roberto Caparelli Coringrato (ur. 18 listopada 1923, zm. 2000) – boliwijski piłkarz, reprezentant kraju. Podczas kariery piłkarskiej występował na pozycji napastnika.

## Kariera piłkarska
Podczas kariery piłkarskiej Roberto Caparelli występował w klubie Litoral La Paz.

## Kariera reprezentacyjna
Roberto Caparelli występował w reprezentacji Boliwii w latach pięćdziesiątych.
W 1950 wziął udział w mistrzostwach świata, gdzie wystąpił w jedynym meczu Boliwii z Urugwajem.